# Raphidia (Raphidia) beieri
Raphidia (Raphidia) beieri is een kameelhalsvliegensoort uit de familie van de Raphidiidae. De soort komt voor in Zuidoost-Europa en Turkije.
Raphidia (Raphidia) beieri werd voor het eerst wetenschappelijk beschreven door H. Aspöck & U. Aspöck in 1964.